# Juan Antonio Rodríguez Domínguez (Barinas)
Pour les articles homonymes, voir Juan Antonio Rodríguez Domínguez.
Juan Antonio Rodríguez Domínguez est l'une des quatorze paroisses civiles de la municipalité de Barinas dans l'État de Barinas au Venezuela. Sa capitale est El Corozo. En 2011, sa population s'élève à 4 110 habitants et en 2018 à 4 591 habitants.

## Géographie

### Démographie
Hormis sa capitale El Corozo, la paroisse civile possède plusieurs localités dont :
- El Corozo
- La Erica
- Las Palmitas
- Sabanas de la Erica

## Sources
- (es) Cet article est partiellement ou en totalité issu de l’article de Wikipédia en espagnol intitulé « Municipio Barinas » (voir la liste des auteurs).